# Râul Rosua
Râul Rosua (numit și Râul Roșua iar pe cursul superior râul Sărata sau Râul Valea Sărată) este un curs de apă, afluent al râului Șieu. 

## Hărți
- Harta județului Bistrița